# Croton tartonraira
Croton tartonraira är en törelväxtart som beskrevs av Johannes Müller Argoviensis. Croton tartonraira ingår i släktet Croton och familjen törelväxter. Inga underarter finns listade i Catalogue of Life.